# Natalliah Whyte
Natalliah Whyte (9 agosto 1997) è una velocista giamaicana, campionessa mondiale della staffetta 4×100 metri a Doha 2019.

## Palmarès
| Anno | Manifestazione          | Sede       | Evento      | Risultato  | Prestazione | Note                                    |
| ---- | ----------------------- | ---------- | ----------- | ---------- | ----------- | --------------------------------------- |
| 2014 | Mondiali U20            | Eugene     | 200 m piani | 7ª         | 23"48       |                                         |
| 2014 | Mondiali U20            | Eugene     | 4×100 m     | Argento    | 43"97       |                                         |
| 2014 | Olimpiadi giovanili     | Nanchino   | 200 m piani | Oro        | 23"55       |                                         |
| 2019 | Mondiali                | Doha       | 4×100 m     | Oro        | 41"44       | Miglior prestazione mondiale stagionale |
| 2022 | Mondiali                | Eugene     | 4×100 m     | Argento    | 41"18       | [ 2 ]                                   |
| 2022 | Giochi del Commonwealth | Birmingham | 100 m piani | 8ª         | 11"32       |                                         |
| 2022 | Giochi del Commonwealth | Birmingham | 200 m piani | 4ª         | 23"06       |                                         |
| 2022 | Giochi del Commonwealth | Birmingham | 4×100 m     | Bronzo     | 43"08       |                                         |
| 2022 | Campionati NACAC        | Freeport   | 200 m piani | 4ª         | 22"65       |                                         |
| 2022 | Campionati NACAC        | Freeport   | 4x100 m     | Bronzo     | 43"39       |                                         |
| 2023 | Mondiali                | Budapest   | 200 m piani | Semifinale | 22"52       |                                         |